# Alonso de Ercilla
Alonso de Ercilla y Zúñiga (Madrid, 1533. augusztus 7. – 1594. november 29.) baszk származású 16. századi spanyol költő, az Araukánok könyve (La Araucana) című elbeszélő költemény szerzője.

## Életútja
Nemesi családból származott és a későbbi II. Fülöp spanyol király apródja volt. Mint apród elkísérte urát angliai és itáliai útjaira. Fiatalon, 21 éves korában Chilében részt vett az araukán indiánok ellen folytatott véres hódító háborúban. Ott szerzett tapasztalatai és benyomásai megörökítésére írta meg utóbb híres eposzát. Később elvesztette királya kegyét és kilépett szolgálatából. Élete tele volt kalandokkal. Beutazta Francia-, Német-, Olasz- és Magyarországot, egy ideig II. Rudolf király kamarása is volt. 1570-ben feleségül vette Maria Bazant és 1580-tól újból Madridban élt. Keserűen panaszolta, hogy a király figyelme elfordult róla, megfosztva őt a megélhetési lehetőségektől. Szegénységben halt meg.
A La Araucana hosszú elbeszélő költemény 37 énekben, a chilei gyarmatosító háború versekbe szedett története. Nyelve tiszta, emelkedett; a valóságból átvett jelenetek, a csataképek és az indiánok szokásainak leírása érzékletes. A költő mint a háború egyik részvevője igyekezett tárgyilagos maradni, sőt a indián vezérek olykor rokonszenvesebbek, és az olvasó inkább velük érez együtt, mint a spanyol hódítókkal. Első francia fordítója Voltaire volt.

## Magyarul
- Araukánok könyve, 1-3.; ford., utószó Simor András; Eötvös, Bp., 2006–2008